# استیو آرپین
استیو آرپین (انگلیسی: Steve Arpin؛ زادهٔ ۱۶ دسامبر ۱۹۸۳) راننده مسابقه‌ای اهل ایالات متحده آمریکا است.